# Culturalisme
Le culturalisme est un courant de l'anthropologie et plus globalement des sciences sociales né aux États-Unis sous l'impulsion principale de Ruth Benedict, Ralph Linton, Abram Kardiner, Margaret Mead et Cora Du Bois. Ils tentent une description de la société sous les points de vue conjugués de l'anthropologie et de la psychanalyse. Ils constituent un des courants qui ont dominé la sociologie américaine des années 1930 jusqu'aux années 1950.
En empruntant la notion de culture aux anthropologues, le culturalisme cherche à rendre compte de l'intégration sociale des individus. En s'appuyant sur l'observation des sociétés archaïques, les culturalistes mettent en évidence l'influence prépondérante de la culture et des habitudes culturelles d'éducation sur la personnalité de base des individus.

## Contexte d'apparition
Dès ses débuts au XIXe siècle, l’anthropologie s’est intéressée à la relation existant entre l’homme et la culture. Constatant des similarités qui existaient entre des coutumes et des institutions de cultures distinctes et éloignées géographiquement, les anthropologues les expliquaient alors par la thèse de la convergence évolutionniste : chaque société se transformerait en passant par différents paliers menant dans une même direction. Contrairement à l’évolutionnisme, le culturalisme ne présuppose pas de suite de développements entre des périodes historiques, mais des rapports variables, complexes et instables de cultures spécifiques sans déterminisme absolu. Influencés par la pensée de l’anthropologue Franz Boas qui affirme que « chaque culture a un style », différents chercheurs des États-Unis s'efforcent, dès les années 1930, de rechercher l’explication des nombreuses différences culturelles observées sur le terrain. Le cadrage théorique culturaliste l'amène à contester l'idéologie coloniale suivant laquelle les sociétés les plus avancées devraient civiliser les plus retardataires.

## Principaux travaux théoriques
Les travaux de l'anthropologue Ruth Benedict se sont concentrés sur le repérage de « types de cultures » par le recours à la notion de « modèle culturel » (pattern of culture). Cette configuration du « modèle culturel » se traduit par un certain style de vie poursuivant certains buts choisis parmi la gamme de possibilités théoriques. Les types contrastés permettent une caractérisation des conduites observables parmi les groupes culturels distincts.
L’anthropologue Margaret Mead, influencée par la psychanalyse, s’est consacrée à l’étude des processus de la transmission culturelle et de la socialisation de la personnalité. En se fondant sur ses études de terrain en Océanie, elle considère que, pour être compris, les comportements humains doivent être resitués au cœur des cultures qui les font naître. Elle a en particulier montré que le traitement culturel du genre générait des différences dans les catégorisations sociales par le sexe.
Ralph Linton a analysé le dynamisme actif de transmission culturelle : l’individu incorpore la culture sur une base sélective et en y réagissant. Figure importante du courant  « culture et personnalité », il a cherché à comprendre le fondement culturel de la personnalité (ou personnalité de base). De même, Abram Kardiner a étudié les modes d’acquisition de la configuration psychologique particulière aux membres d’une société donnée en analysant les éléments constitutifs (techniques de pensées, systèmes de sécurité, surmoi, attitudes religieuses). Tant Linton que Kardiner insistent sur le fait que la constitution de la personnalité de base se fait par transmission mais n’est pas mécanique : les individus en fonction de divers facteurs, créent des formules culturelles diverses et participent au dynamisme de changement culturel.

### Apports et postérité
Idéologiquement, le culturalisme a nourri le relativisme culturel qui prétend avoir permis de lutter contre les préjugés racistes, ethnocentristes et sexistes. Sur le plan théorique, il a tissé des liens entre sciences sociales et sciences psychologiques, permettant la prise en compte de la réalité culturelle des destins individuels. Il a contribué à l’émergence de l’anthropologie psychanalytique, l’ethnopsychiatrie ou de l’anthropologie cognitive. Ses héritiers modernes ont bâti leur œuvre autour du concept de culture : Clifford Geertz en anthropologie, Bernd Krewer et Pierre Dasen en psychologie.

### Usage polémique
En France récemment, le concept de “culturalisme” est souvent utilisé dans le débat public pour qualifier négativement des travaux ou des prises de position donnant une part trop importante aux explications culturelles de comportements conditionnés socialement. Ainsi, les travaux d’Hugues Lagrange publiés dans l’ouvrage Le Déni des cultures et analysant l’influence culturelle familiale sur les moins bons résultats scolaires des jeunes d’origine sahélienne en France par rapport à ceux d’autres jeunes d’origine étrangère, ont-ils été critiqués par des sociologues tels qu’Eric Fassin ou Laurent Mucchielli comme une réhabilitation du culturalisme. De la même façon, l’analyse de Kamel Daoud des agressions sexuelles du Nouvel An 2016 en Allemagne qu’il attribue en partie à un « piège culturel » lié au rapport à Dieu et à la femme dans les pays islamiques (« le monde d’Allah ») d’où proviennent les réfugiés a été critiquée par un collectif pour son essentialisation culturaliste des musulmans.
Selon les auteurs du Dictionnaire des dominations, « la vision culturaliste contemporaine tend à produire l’autre en le réduisant à une différence non pas biologique mais culturelle. La culture est un facteur explicatif majeur (éventuellement masqué), mais elle est aussi une forme euphémisée de la biologie, parce qu’elle est figée, voire naturalisée. Et puisque la culture est un facteur figé, elle n’est pas susceptible de modifications, d’influences, de formes composites, de formes nouvelles et émergentes. » 